# Żukczyn
Żukczyn (kaszb. Żukczënò) – wieś w Polsce położona w województwie pomorskim, w powiecie gdańskim, w gminie Pruszcz Gdański.
W latach 1975–1998 miejscowość administracyjnie należała do województwa gdańskiego.

## Historia
Pierwsze wzmianki na temat Żukczyna pochodzą z 1280 r. Od 1320 r. aż do I rozbioru Polski był własnością zakonu cystersów oliwskich. W latach 1773–1918 Żukczyn podlegał administracji zaboru pruskiego, w 1919 znalazł się na terenie Wolnego Miasta Gdańska. 1 września 1939 został włączony do niemieckiej III Rzeszy. Wiosną 1945 r. Żukczyn znalazł się ponownie w Polsce.